# Douala

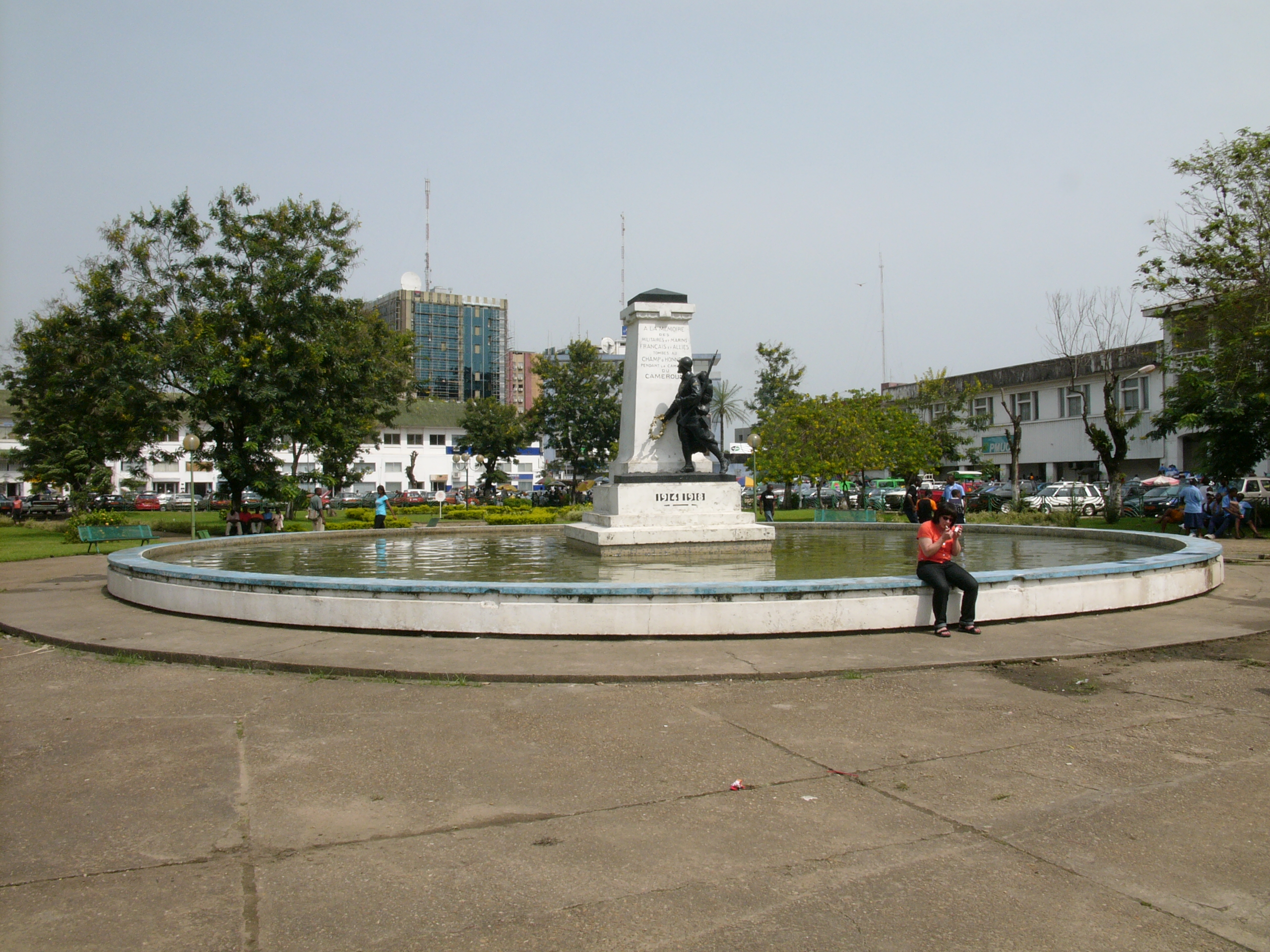
Centre de Douala.

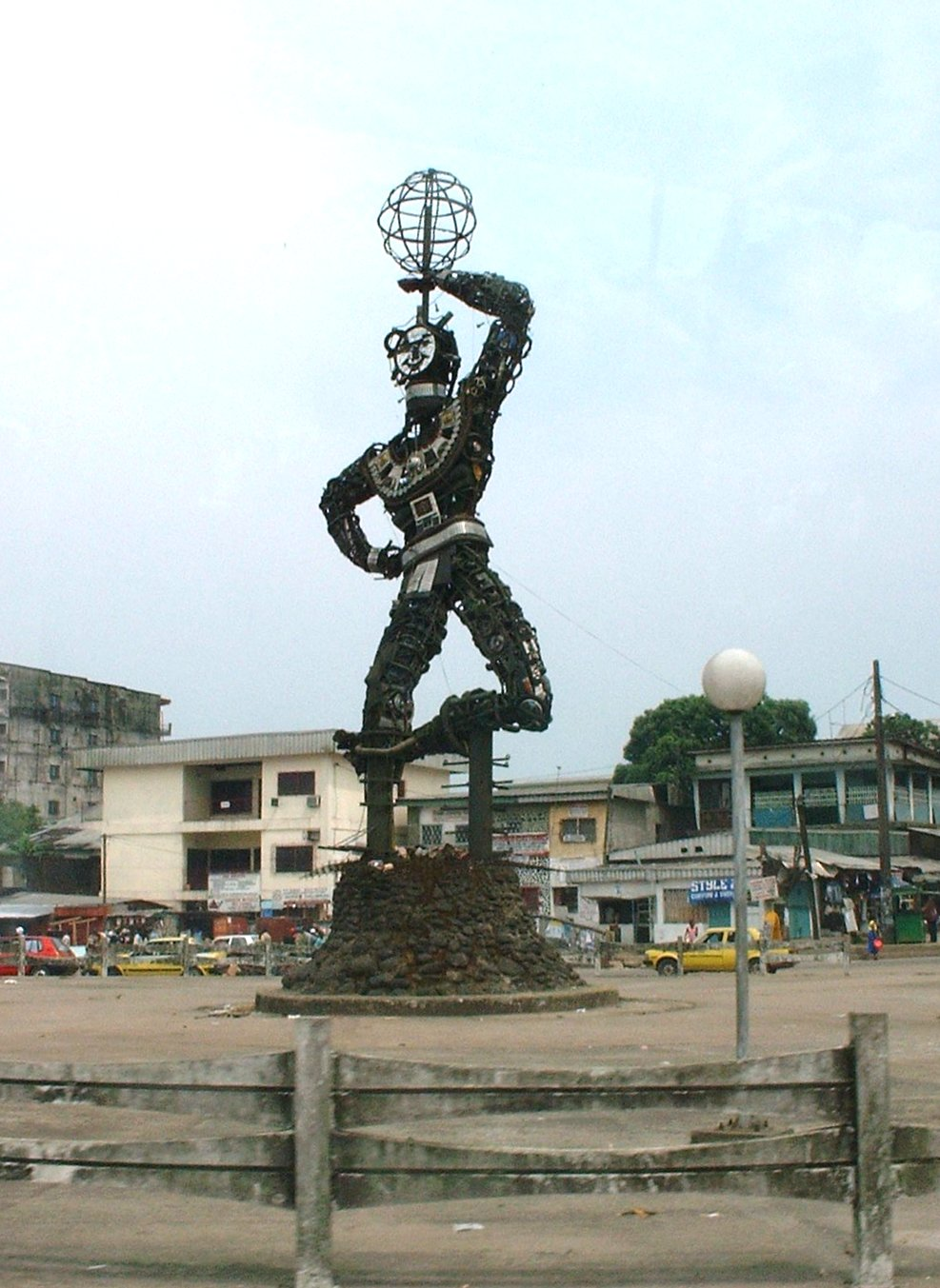
Estàtua de la nova llibertat.

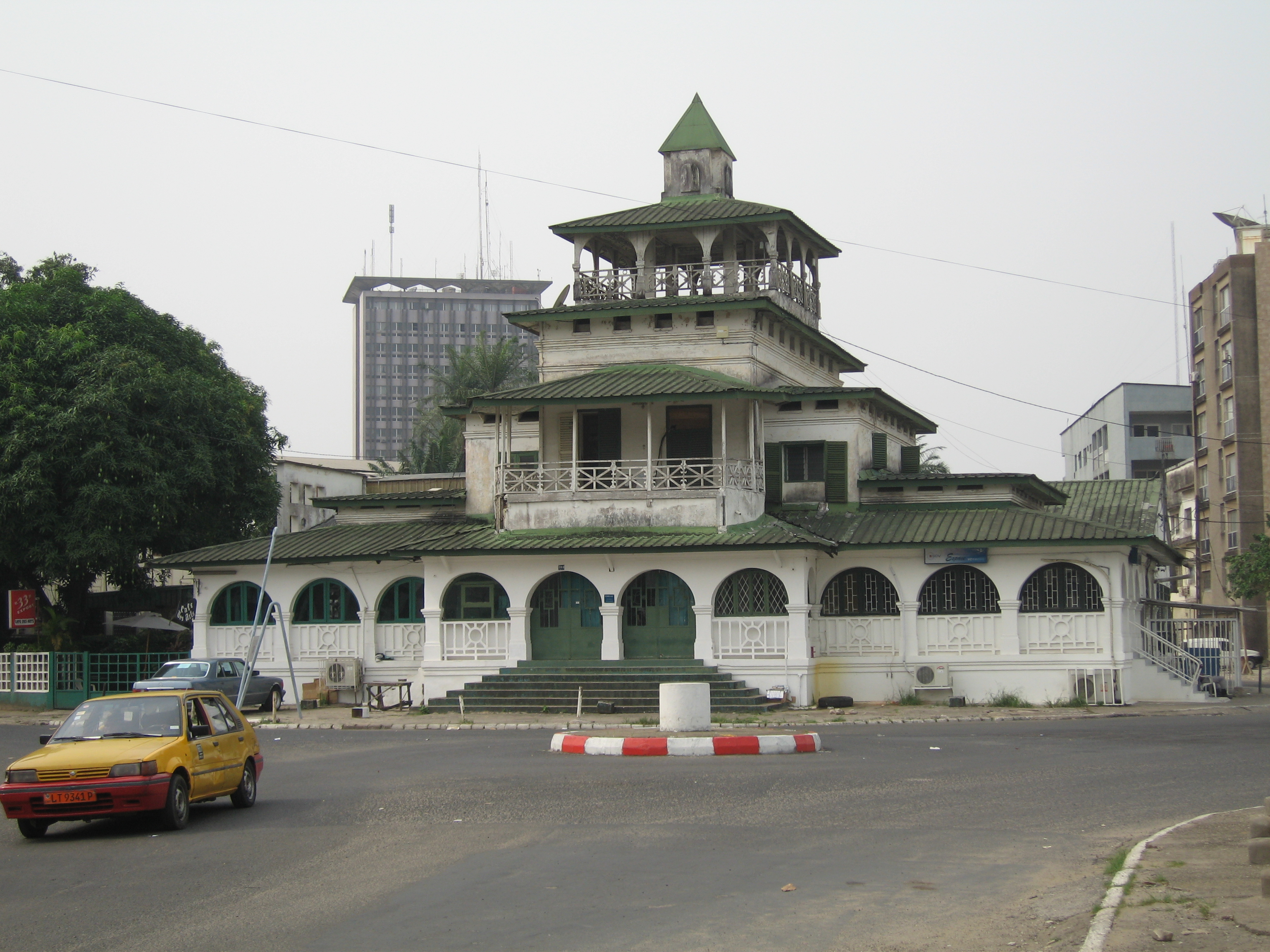
Palau dels Reis Bell.

Douala és la ciutat més gran del Camerun i capital de la província Litoral i del departament de Wouri. La ciutat es troba a l'est del país, al golf de Guinea, a la vora de la desembocadura del riu Wuri (o Wouri). La ciutat s'estén per les dues ribes del riu, unides pel pont Bonaberi. Douala és una de les ciutats més importants del país i la capital econòmica del Camerun. Té més de dos milions d'habitants.

## Història
Els primers europeus que van visitar la zona van ser els portuguesos cap a l'any 1472. Aleshores, l'estuari del riu Wouri era conegut com el Rio dos Camarões (riu de les gambes). El 1650, s'hi creà una ciutat formada per immigrants, que es deia havien arribat del Congo i que parlaven idioma duala. Durant el segle xviii va ser el centre del comerç transatlàntic d'esclaus. El 1826 Douala semblava estar formada per quatre pobles diferents situats en quatre llocs concrets: el poble de Deido (Dido), d'Akwa, de Njo i Hickory-town (avui Bonaberi, situada a l'altra banda del riu Wouri).
Entre 1884 i 1895 la ciutat va ser un protectorat alemany. La política colonial es va centrar en el comerç i una mica d'exploració dels territoris desocupats. El 1885, Alfred Saker va organitzar la primera missió de l'Esglèsia Baptista Britànica. El mateix any la ciutat, coneguda com Kamerunstadt, va ser rebatejada com a Douala i es va convertir en la capital del territori fins al 1902, quan la capital va ser traslladada a Buéa.
El 1907 es va establir el Ministeri de Colònies, tenint Douala 23.000 ciutadans.
Després de la Primera Guerra Mundial el 1919, els territoris colonials alemanys es van convertir en protectorats francesos i britànics. França va rebre un mandat per administrar Douala. Es va signar un tractat amb els caps locals. De 1940 a 1946, Fou la capital de Camerun. El 1955 la ciutat tenia sobre els 100.000 habitants.
El 1960 Camerun esdevingué independent i la capital passà a Yaoundé. Douala esdevingué la principal capital econòmica del país. El 1972 la ciutat ja tenia 500.000 habitants.

## Clima
Douala té un clima tropical calorós i humit, caracteritzat per unes temperatures al voltant dels 26 °C sense gaires variacions. Les precipitacions són molt abundants, sobretot a l'estació plujosa, entre juny i octubre. La humitat sol ser del 80% a l'estació seca i del 99% a la plujosa.

## Religió
Douala, ciutat formada per una barreja d'ètnies del Camerun i d'altres llocs, és una ciutat multiconfessional. Les diferents religions cohabiten en harmonia i no hi ha barris diferenciats per als seguidors de les diferents religions. Hi predomina el cristianisme, tant catòlic com protestant, i hi ha una minoria musulmana destacable. En els últims anys hi ha hagut au auge de les sectes cristianes.
Douala és la seu de l'arquebisbat de Douala.

## Transports
Douala està unida per tren amb Yaoundé, Ngaoundéré, Kumba i Nkongsamba. Douala té una xarxa viària prou desenvolupada en comparació amb altres ciutats del Camerun, però una gran part de la pavimentació està en molt mal estat per falta de manteniment. Des de fa poc es comencen a dur a terme actuacions per a millorar-lo. L'Aeroport Internacional de Douala està situat a l'est de la ciutat. Té connexions directes amb diverses ciutats europees, com ara París, Brussel·les, o Lió, i amb moltes altres ciutats africanes, com ara Abidjan, Lagos, Dakar, Kinshasa, Johannesburg o Nairobi. És un hub regional, i hi té la base la companyia d'aviació camerunesa Camairco. Douala té port de mar.

## Personatges il·lustres
- Patrick M'Boma